# Боуэн, Элизабет
Элизабет Боуэн (англ. Elizabeth Bowen, урождённая Элизабет Доротея Коул; 7 июня 1899 — 22 февраля 1973) — англо-ирландская писательница, автор романов, сборников рассказов, книг воспоминаний и литературных эссе. Кавалер ордена Британской империи (CBE, командор, 1948).
Первую известность Элизабет Боуэн принесли романы 1930-х годов, типичная героиня которых — наивная, растерянная инженю, попадающая в светское общество высшего класса. Другой важной темой её творчества была «борьба индивидуума за самореализацию во враждебном, холодном мире». Возможно, самой значительной работой (согласно www.litencyc.com) стали её роман о Второй мировой войне «The Heat of the Day» (1949) и сборники рассказов о бомбардировках Лондона. Критики отмечали, что для прозы Боуэн характерны утончённость, проницательность и остроумие; влияние модернизма, уникальное «чувство ме́ста».
Боуэн принадлежат также критические работы («English Novelists», 1942, «Collected Impressions», 1950 и др.), сборники эссе и воспоминаний. В 1948 году Боуэн стала кавалером Ордена Британской империи. В 1969 году за роман Ева Траут она получила мемориальную премию Джеймса Тейта Блэка. Достижения Боуэн на литературном поприще были отмечены двумя докторскими степенями: в дублинском Тринити-колледже (1949) и Оксфордском университете (1952).

## Биография
Элизабет Доротея Коул (англ. Elizabeth Dorothea Cole) родилась в Херберт-плейс, неподалёку от Дублина, 7 июня 1899 года. Позже свой литературный псевдоним она заимствовала из названия фамильного особняка: поместье с гигантским участком земли предок Элизабет полковник Генри Боуэн получил, поселившись в Ирландии и став одним из основателей протестантского сообщества. В 1775 году его сын выстроил типичный для своего времени особняк, Bowen’s Court, в графстве Йорк, неподалёку от Килдорри.

### Детство и юность
Первые годы жизни Элизабет жила попеременно в Боуэнс-корт и Дублине: о своих детских впечатлениях она рассказала в военных мемуарах «Семь зим» (Seven Winters, 1942). Мать сознательно не учила дочь читать до семилетнего возраста, опасаясь «перенапрячь детский мозг» (эта странность объяснялась тем, что предки Элизабет по отцовской линии страдали неким заболеванием психики, судя по всему, передававшимся по наследству).
В 1905 году у отца Боуэн-старший был помещён в психиатрическую клинику. По рекомендации врачей мать увезла дочь в Англию: здесь обе снимали виллы на южном побережье — в Фолкстоуне, Сибруке, Лиминге, пока не поселились наконец в Хите.
Едва отец вышел из клиники, как мать умерла от рака: Элизабет в тот момент было 13 лет. Позже она вспоминала ранние подростковые годы как «время зловещих недоговорок»: отцовские приступы сумасшествия именовались «болезнью», а мать, умиравшая от рака в больнице, находилась «на отдыхе после лечения». Ребёнка заботливые родители пытались оградить таким образом от столкновения со страданиями взрослого мира, не отдавая себе отчёта в том, что таким образом причиняли ещё больше страданий. Этот психологический парадокс впоследствии был отражён и развит в первых крупных произведениях Элизабет Боуэн. После смерти матери Элизабет начала заикаться и осталась заикой на всю жизнь (это не помешало ей вести передачи BBC в 50-х годах).
После смерти матери Элизабет воспитывали тётушки. Некоторое время она жила в Харпенден-Холле, Хартфордшир, затем в 1914 году поступила в школу Downe House (графство Кенте). Кроме того, в те годы она обучалась и в художественной Central School for Arts and Crafts в Лондоне.

### Литературная карьера
Завершив образование, Элизабет вернулась в Дублин в 1916 году; к этом времени отец уже вернулся в имение и вступил во второй брак. В дублине Боуэн поступила работать в военный госпиталь медсестрой. Два года спустя она вернулась в Англию и поступила в London County Council School of Art.
В 1923 году Элизабет Боуэн вышла замуж за Алана Чарльза Кэмерона.Она сблизилась с Роуз Маколей, которая и помогла ей опубликовать первый сборник рассказов «Encounters» (1923). В 1925 году Боуэн переехала в Оксфорд, где подружилась со многими интеллектуалами (в их числе — Исайя Берлин и лорд Дэвид Сесил). Здесь она написала свои первые четыре романа: «The Hotel» (1927), «The Last September» (1929), «Friends and Relations» (1931), «To the North» (1932). В 1930 году Элизабет унаследовала Боуэнз-корт, она осталась жить в Англии, часто приезжая на родину.
В 1935 году Элизабет Боуэн с мужем вернулись в Лондон и вошла в кружок литераторов, известный как Группа Блумсбери (Сирил Конолли, Вирджиния Вулф и др.). В том же году вышел её пятый роман «The House in Paris», в котором развивалась уже ранее начатая тема разрушительной природы любви. В 1938 году Боуэн опубликовала свой самый популярный (и многими считающийся лучшим) роман «The Death of the Heart», героиня которого, наивная и открытая идеалистка противостоит членам собственного семейства.
В годы Второй мировой войны Боуэн работала служащей в системе противовоздушной обороны; при этом она сотрудничала с British Ministry of Information, где в её обязанности. в частности, входило изучение ирландского общественного мнения, прежде всего — относительно проблемы нейтралитета Ирландии. О военных годах повествует один из самых известных романов Боуэн «The Heat of the Day» (1949); его тема — хаос, в котором гибнут и исчезают связи и романтические иллюзии общества, а главные герои пытаются спастись в водовороте трагических событий и всеобщей растерянности. Позже, в 1959 году на вопрос корреспондента о том, как соотносятся литература и реальный мир, Боуэн отвечала: «Это как во время воздушного налёта… грохочешь ботинками по улицам, зная, что не сможешь предотвратить падение бомбы, но при этом думаешь: По крайней мере принимаю участие, и может быть, участие полезное».
В 1955 году вышел её роман «A World of Love», рассказывающий историю трёх женщин, которые постепенно осознают пагубность собственных романтических фантазий, связанных с воспоминаниями о мужчине, давно умершем. В 1960 году Боуэн вернулась в Оксфорд, где создала ещё два романа, «The Little Girls» (1964) и «Eva Trout or Changing Scenes» (1968). За второй из них она год спустя получила престижную премию Джека Тейта Блэка.
Элизабет Боуэн умерла от рака лёгких в Лондоне в 1973 году. Она похоронена в Корке, Ирландия.

## Личная жизнь
В 1923 году Элизабет Боуэн вышла замуж за шотландца Алана Чарльза Кэмерона, администратора в системе образования города Оксфорд, работавшего также на BBC. В 1925 году Боуэн с мужем переехала в Оксфорд. Кэмерон вышел на пенсию в 1952 году и супружеская пара переехала в Боуэнз-корте, где муж умер несколько месяцев после переезда. Некоторое время Боуэн пыталась сохранить дорогостоящий особняк, подрабатывая американскими лекциями по истории литературы. В 1959 году она вынуждена была продать Боуэнз-корт, который был вскоре разрушен. Некоторое время она не имела постоянного места жительства, затем вновь поселилась в Хайте.

### Романы
- «The Hotel» (1927)
- «The Last September» (1929)
- «Friends and Relations» (1931)
- «To the North» (1932)
- «The House in Paris» (1935)
- «The Death of the Heart» (1938)
- «The Heat of the Day» (1949)
- «A World of Love» (1955)
- «The Little Girls» (1964)
- «The Good Tiger» (1965)
- «Eva Trout» (1968)

### Сборники рассказов
- «Encounters» (1923)
- «Ann Lee’s and Other Stories» (1929)
- «Joining Charles and Other Stories» (1929)
- «The Cat Jumps and Other Stories» (1934)
- «The Easter Egg Party» (1938 in The London Mercury)
- «Look At All Those Roses» (1941)
- «The Demon Lover and Other Stories» (1945)
- «Ivy Gripped the Steps and Other Stories» (1946, USA)
- «Stories by Elizabeth Bowen» (1959)
- «A Day in the Dark and Other Stories» (1965)
- "The Good Tiger (книга для детей, 1965, илл. M. Nebel, и 1970, илл. Quentin Blake)
- «Elizabeth Bowen’s Irish Stories» (1978)
- «The Collected Stories of Elizabeth Bowen» (1980)
- «The Bazaar and Other Stories» (2008, ред. Allan Hepburn)
- «Плющ оплёл ступени». М.: Известия, 1984 (библиотека журнала «Иностранная литература»)

#### Документальная проза, воспоминания, эссе
- Bowen’s Court (1942)
- Seven Winters: Memories of a Dublin Childhood (1942)
- English Novelists (1942)
- Anthony Trollope: A New Judgement (1946)
- Why Do I Write: An Exchange of Views between Elizabeth Bowen, Graham Greene and V.S. Pritchett (1948)
- Collected Impressions (1950)
- The Shelbourne (1951)
- A Time in Rome (1960)
- Afterthought: Pieces About Writing (1962)
- Pictures and Conversations (1975)
- The Mulberry Tree (1999).

## Биографии и рецензии
- Victoria Glendinning: Elizabeth Bowen: Portrait of a Writer (1977)
- Hermione Lee: Elizabeth Bowen (1981)
- Phyllis Lassner: Elizabeth Bowen (1990)
- Maud Ellmann: Elizabeth Bowen: The Shadow Across the Page (2003)
- Neil Corcoran: Elizabeth Bowen: The Enforced Return (2004)
- Susan Osborn: Elizabeth Bowen: New Critical Perspectives (2009)